# Genrich Saulovič Altšuller
Genrich Saulovič Altšuller (rusky Генрих Саулович Альтшуллер) (15. října 1926 Taškent, Uzbekistán – 24. září 1998 Petrozavodsk, Karelská republika, Rusko) byl ruský sovětský inženýr a tvůrce metodologie inovací TRIZ (Tvorba a řešení inovačních zadání), rusky (ТРИЗ) (Теория решения изобретательских задач). Pod pseudonymem Genrich Saulovič Altov (rusky Генрих Саулович Альтов) psal vědeckofantastické prózy.

## Život
Narodil se roku 1926 v Taškentu v Uzbekistánu, ale roku 1931 se jeho rodina přestěhovala do Baku v Ázerbájdžánu. Roku 1943 začal studovat na Ázerbájdžánské vysoké průmyslové škole, ale v únoru roku 1944 studium ukončil a dobrovolně vstoupil do Rudé armády. Vysokoškolské vzdělání získal po skončení války.
Již od dětství se zabýval vynálezectvím a první patent získal již v sedmnácti letech. Metodologii inovací zasvětil celý svůj život. V letech 1946–1948 rozpracoval svou metodu TRIZ (Tvorba a řešení inovačních zadání), rusky (ТРИЗ) (Теория решения изобретательских задач), jejímž cílem je vytvoření algoritmů pro tvůrčí řešení problémů. Při této práci mu pomáhala také jeho manželka, spisovatelka vědeckofantastických próz Valentina Nikolajevna Žuravlevová.
Roku 1948 napsal Stalinovi kritický dopis o stavu vynálezectví v Sovětském svazu. Roku 1950 byl zatčen a bez soudu, jen na základě zvláštního zasedání Ministerstva státní bezpečnosti, byl odsouzen k pětadvaceti letům vězení a převezen do jednoho z pracovních táborů v okolí Vorkuty. Roku 1954 byl rehabilitován a po propuštění se vrátil do Baku.
V letech 1957–1959 působil na Ministerstvu stavebnictví v Ázerbájdžánské SSR. Tady roku 1958 uspořádal první seminář TRIZ, později vedl semináře po celém Sovětském svazu. Roku 1970 založil v Baku Školu mladého vynálezce, ze které roku 1971 vznikl Ázerbájdžánský veřejný institut inovační tvořivosti.
Po pogromu na arménské obyvatelstvo v Baku roku 1990 a po následném ostrém vzplanutí Ázerbájdžánského nacionalismu opustil se svou manželkou Baku a oba se usídlili v Petrozavodsku v Karélii. Poté, co se jeho metoda stala známou v zahraničí (zejména v USA a v Japonsku), zasloužil se roku 1997 o vznik Mezinárodní asociace TRIZ. Zemřel roku 1998 v Petrozavodsku. Dnes je jeho metoda používána v mnoha významných nadnárodních společnostech, jako je například: Samsung, LG Group, Philips, Intel, Siemens AG, Renault, Polaroid nebo Hewlett-Packard.
Jako spisovatel vědeckofantastických próz debutoval roku 1958 povídkou Икар и Дедал (Ikar a Daidalos) a brzy se stal jedním z předních sovětských spisovatelů sci-fi šedesátých let 20. století. Náměty jeho děl, které vycházely v různých sbornících a almanaších, jsou inspirovány cestami při dobývání vesmíru a vztahem mezi technikou a uměním. Kromě toho je autorem mnoha odborných i populárně vědeckých knih a statí o metodě TRIZ.
Roku 2003 byla v Petrozavodsku umístěna na dům, ve kterém bydlel, jeho pamětní deska.

## Dílo

### Povídky a novely
- Баллада о звёздах (1960, Balada o hvězdách), novela, napsaná společně s manželkou Valentinou Nikolajevnou Žuravlevovou, vypráví o tom, jak jsou na planetě v soustavě hvězdy Sirius objeveny myslící bytosti naprosto odlišné od všech bytostí z jiných planet
- Легенды о звездных капитанах (1961, Legendy o hvězdných kapitánech), sbírka povídek, které mají charakter romantických kosmických balad.[1] Sbírka obsahuje tyto povídky:
  - Богатырская симфония (1960, Bohatýrská symfonie)
  - Полигон Звездная река (1960, Základna Hvězdná řeka)
  - Генеральный Конструктор (1961, Generální konstruktér)
  -  Может ли машина мыслить? (1961, Může stroj myslet?), obsahuje mikropovídky Триггерная цепочка (Klopný obvod), К взлету готов! (Ke startu připraven!), Первый контакт (První kontakt), Странный вопрос (Podivná otázka), Машина смеялась (Stroj se smál).
  - Сокровища погибшего корабля (1960, Poklady mrtvé lodi), původně vyšlo pod názvem Скучный капитан (Nudný kapitán).
  - Легенды о звездных капитанах – povídkový cyklus:
    - Икар и Дедал (1958, Ikaros a Daidalos), česky též jako Pokoření slunce.
    - Сверхновая Аретина (1959, Supernova Aretina).
    - Огненный Цветок (1960, Ohnivý kvítek), česky též jako Ohnivý květ.
- Опаляющий разум (1968, Oslnivý rozum), sbírka obsahuje povídky Опаляющий разум (1966, Oslnivý rozum), Клиника Сапсан (1966, Klinika Sokol), Порт Каменных Бурь (1965, Přístav kamenných bouří), Создан для бури (1968, Stvořen pro bouři), Шальная компания (1965, Podařená parta), Девять минут (1964, Devět minut), Ослик и аксиома (1966, Oslík a axiom) a Машина Открытий (1964, Stroj objevů).
- Создан для бури ((1970, Stvořen pro bouři), sbírka povídek.
- Летящие во Вселенной (2002, Letící vesmírem), společná sbírka jeho povídek a povídek jeho manželky Valentiny Nikolajevny Žuravlevové
- Тайна тройного удара (2010, Tajemství trojitého úderu), sbírka povídek.

### Populárně vědecké knihy
- Творчество как точная наука (1979, Kreativita jako exaktní věda).
- И тут появился изобретатель (1984, A tu se objevil vynálezce), určeno mládeži, česky jako Co na to vynálezce?.

### Odborné publikace
- Как научиться изобретать (1961, Jak se naučit vynalézat).
- Основы изобретательства (1964, Základy vynálezectví).
- Алгоритм изобретения (1965, Algoritmus vynálezu).
- Основы технического творчества (1984, Základy technické tvořivosti).)
- Найти идею: Введение в ТРИЗ (1986, Získat nápad: Úvod do TRIZ).

## Česká vydání

### Knihy
- Lidé z Modré hvězdy, Naše vojsko, Praha 1961, přeložil Milan Codr a Vladimír Michna, šest povídek od Genricha Sauloviče Altšullera (pod pseudonymem Altov) a jeho manželky Valentiny Nikolajevny Žuravlevové a jejich společná novela Balada o hvězdách.
- Co na to vynálezce?, KEY Publishing, Ostrava 2008, přeložil Bohuslav Bušov.

### Povídky
- Ikaros a Daidalos, vyšlo v časopise ABC, 4. ročník (1960), číslo 2, přeložil Gabriel Laub, a pod názvem Pokoření slunce v antologii Lidé z Modré hvězdy, Naše vojsko, Praha 1961, přeložil Milan Codr.
- Základna Hvězdná řeka, vyšlo v antologii Lidé z Modré hvězdy, Naše vojsko, Praha 1961, přeložil Milan Codr.
- Bohatýrská symfonie, vyšlo v antologii Povídky z vesmíru, Svět sovětů, Praha 1961, přeložil Jaroslav Piskáček.
- Ohnivý kvítek, vyšlo v antologii Povídky z vesmíru, Svět sovětů, Praha 1961, přeložil Jaroslav Piskáček, a pod názvem Ohnivý květ v antologii Chlapík z pekla, Albatros, Praha 1986, přeložila Miroslava Genčiová.
- Slabý tah, vyšlo v časopise 'Květy 1971, číslo 45, a v časopise Interpress, ročenka 1987, jedná se o povídku Триггерная цепочка (Klopný obvod).
- Podařená parta, vyšlo v antologii Zajatci Velikého mozku, Albatros, Praha 1973, přeložili Hana a Ivo Vaculínovi.
- Přístav kamenných bouří, vyšlo v časopise Interpress, ročník 1974, číslo 3 a ročník 1991, číslo 3.
- Podmořské jezero (1959, Подводное озеро), vyšlo v časopise Interpress 1975, číslo 5.
- Devět minut, vyšlo v časopise Sovětská literatura, ročník 1981, číslo 3.
- Klinika Sokol, vyšlo v antologii Riziko nesmrtelnosti: Fantastika 85, Lidové nakladatelství, Praha 1985, přeložil Jaroslav Piskáček.
- První kontakt, vyšlo v časopise Interpress, ročenka 1987.
- Může stroj myslet?, vyšlo v antologii Roboti a androidi, Svoboda, Praha 1988, přeložil Stanislav Švachouček, souborné vydání mikropovídek Klopný obvod, Ke startu připraven!, První kontakt, Podivná otázka a Stroj se smál.